# Élections législatives de 2024 dans le Doubs
Les élections législatives de 2024 dans le Doubs se déroulent les 30 juin et 7 juillet 2024. Dans le département, cinq députés sont à élire dans le cadre de cinq circonscriptions, à la suite de la dissolution de l'Assemblée nationale par Emmanuel Macron.
Le choix de cette dissolution est fait après la défaite de la liste Renaissance aux élections européennes qui ont lieu le 9 juin 2024.

## Contexte
| Circonscription | RN      | ENS     | PS - PP | LFI     | LR      |
| --------------- | ------- | ------- | ------- | ------- | ------- |
| Circonscription |         |         |         |         |         |
| 1re             | 28,50 % | 15,06 % | 15,43 % | 10,58 % | 7 %     |
| 2e              | 26,89 % | 15,48 % | 16,24 % | 9,44 %  | 8,11 %  |
| 3e              | 40,17 % | 12,78 % | 10,06 % | 7,62 %  | 8,33 %  |
| 4e              | 44,04 % | 11 %    | 9,94 %  | 10,07 % | 5,6 %   |
| 5e              | 32,88 % | 16,03 % | 10,49 % | 4,44 %  | 13,28 % |

## Système électoral
Les élections législatives ont lieu au scrutin uninominal majoritaire à deux tours dans des circonscriptions uninominales.
Est élu au premier tour le candidat qui réunit la majorité absolue des suffrages exprimés et un nombre de voix au moins égal au quart des électeurs inscrits dans la circonscription, soit 25 %. Si aucun des candidats ne satisfait ces conditions, un second tour est organisé entre les candidats ayant réuni un nombre de voix au moins égal à un huitième des inscrits, soit 12,5 %. Les deux candidats arrivés en tête du 1er tour se maintiennent néanmoins par défaut si un seul ou aucun d'entre eux n'a atteint ce seuil. Au second tour, le candidat arrivé en tête est déclaré élu,.
Le seuil de qualification basé sur un pourcentage du total des inscrits et non des suffrages exprimés rend plus difficile l'accès au second tour lorsque l'abstention est élevée. Le système permet en revanche l'accès au second tour de plus de deux candidats si plusieurs d'entre eux franchissent le seuil de 12,5 % des inscrits. Les candidats en lice au second tour peuvent ainsi être trois, un cas de figure appelé « triangulaire ». Les second tours où s'affrontent quatre candidats, appelés « quadrangulaire » sont également possibles, mais beaucoup plus rares,.

### Partis et nuances
Les résultats des élections sont publiés en France par le ministère de l'Intérieur, qui classe les partis en leur attribuant des nuances politiques. Ces dernières sont décidées par les préfets, qui les attribuent indifféremment de l'étiquette politique déclarée par les candidats, qui peut être celle d'un parti ou une candidature sans étiquette.
Seuls le Parti communiste français (COM), La France insoumise (FI), le Parti socialiste (SOC), le Parti radical de gauche (RDG), Les Écologistes (VEC), Renaissance (RE), le Mouvement démocrate (MDM), Horizons (HOR), l'Union des démocrates et indépendants (UDI), Les Républicains (LR), le Rassemblement national (RN) et Reconquête (REC) se voient attribuer en 2024 des nuances propres. Les coalitions Ensemble et Nouveau front populaire, ainsi que les candidats de l'alliance LR-Ciotti-RN, en bénéficient également indirectement, les nuances Ensemble ! (Majorité présidentielle) (ENS), Union de la gauche (UG) et Union de l'extrême-droite (UXD) étant attribuables aux candidats bénéficiant respectivement du soutien de deux partis du centre, de deux partis de gauche ou de deux partis d'extrême-droite,.
Tous les autres partis se voient attribuer l'une ou l'autre des nuances suivantes : EXG (extrême gauche), DVG (divers gauche), ECO (écologiste), REG (régionaliste), DVC (divers centre), DVD (divers droite), DSV (droite souverainiste) et EXD (extrême droite). Des partis comme Debout la France ou Lutte ouvrière ne disposent ainsi pas de nuances propres, et leurs résultats nationaux ne sont pas publiés séparément par le ministère, car mélangés avec d'autres partis (respectivement dans les nuances DSV et EXG).

## Élus
| Circonscription                                 | Député sortant     | Parti | Parti    | Groupe | Député élu ou réélu | Parti | Parti | Groupe |
| ----------------------------------------------- | ------------------ | ----- | -------- | ------ | ------------------- | ----- | ----- | ------ |
| 1re                                             | Laurent Croizier   |       | MoDem    | DEM    | Laurent Croizier    |       | MoDem | DEM    |
| 2e                                              | Éric Alauzet*      |       | RE - TdP | RE     | Dominique Voynet    |       | LÉ    | ÉCO    |
| 3e                                              | Nicolas Pacquot    |       | RE       | RE     | Matthieu Bloch      |       | RÀD   | AD     |
| 4e                                              | Géraldine Grangier |       | RN       | RN     | Géraldine Grangier  |       | RN    | RN     |
| 5e                                              | Annie Genevard     |       | LR       | LR     | Annie Genevard      |       | LR    | DR     |
| * député sortant ne se représentant pas en 2024 |                    |       |          |        |                     |       |       |        |

### Taux de participation
| Taux de participation | 1er tour | 1er tour | 1er tour   | 2d tour | 2d tour | 2d tour    | Différence entre les deux tours |
| Taux de participation | En 2022  | En 2024  | Différence | En 2022 | En 2024 | Différence | Différence entre les deux tours |
| --------------------- | -------- | -------- | ---------- | ------- | ------- | ---------- | ------------------------------- |
| À midi                | 17,34 %  | 28,31 %  | 10,97      | 19,84 % | 27,65 % | 7,81       | 0,66                            |
| À 17 heures           | 35,50 %  | 61,55 %  | 26,05      | 35,02 % | 62,59 % | 27,57      | 1,04                            |
| Final                 | 48,87 %  | 69,55 %  | 20,68      | 46,01 % | 70,16 % | 24,15      | 0,61                            |

## Résultats

### Résultats à l'échelle du département
| Parti                                       | Parti                                                    | Parti                                                    | Premier tour | Premier tour | Premier tour | Second tour   | Second tour   | Second tour | Total Sièges  | +/-           |
| Parti                                       | Parti                                                    | Parti                                                    | Voix         | %            | Sièges       | Voix          | %             | Sièges      | Total Sièges  | +/-           |
| ------------------------------------------- | -------------------------------------------------------- | -------------------------------------------------------- | ------------ | ------------ | ------------ | ------------- | ------------- | ----------- | ------------- | ------------- |
|                                             |                                                          | Rassemblement national (RN)                              | 72 527       | 28,99        | 0            | 81 457        | 33,25         | 1           | 1             | en stagnation |
|                                             | Républicains à droite (RÀD)                              | 18 795                                                   | 7,51         | 0            | 21 543       | 8,79          | 1             | 1           | Nv            |               |
| Total Rassemblement national et alliés (RN) | Total Rassemblement national et alliés (RN)              | 91 322                                                   | 36,51        | 0            | 103 000      | 42,04         | 2             | 2           | 1             |               |
|                                             |                                                          | La France insoumise (LFI)                                | 26 264       | 10,50        | 0            | 16 830        | 6,87          | 0           | 0             | en stagnation |
|                                             | Les Écologistes (LÉ)                                     | 19 160                                                   | 7,66         | 0            | 31 053       | 12,67         | 1             | 1           | 1             |               |
|                                             | Parti socialiste (PS)                                    | 11 776                                                   | 4,71         | 0            | 18 333       | 7,48          | 0             | 0           | Nv            |               |
|                                             | Parti communiste français (PCF)                          | 9 138                                                    | 3,65         | 0            | Retrait      | Retrait       | Retrait       | 0           | en stagnation |               |
| Total Nouveau Front populaire (NFP)         | Total Nouveau Front populaire (NFP)                      | 66 338                                                   | 26,52        | 0            | 66 216       | 27,03         | 1             | 1           | 1             |               |
|                                             |                                                          | Renaissance (RE)                                         | 35 008       | 14,00        | 0            | 20 901        | 8,53          | 0           | 0             | 2             |
|                                             | Mouvement démocrate (MoDem)                              | 17 475                                                   | 6,99         | 0            | 19 324       | 7,89          | 1             | 1           | en stagnation |               |
|                                             | Horizons (HOR)                                           | 8 527                                                    | 3,41         | 0            | Retrait      | Retrait       | Retrait       | 0           | en stagnation |               |
| Total Ensemble pour la République (ENS)     | Total Ensemble pour la République (ENS)                  | 61 010                                                   | 24,39        | 0            | 40 225       | 16,42         | 1             | 1           | 2             |               |
|                                             |                                                          | Les Républicains (LR)                                    | 24 571       | 9,82         | 0            | 35 576        | 14,52         | 1           | 1             | en stagnation |
| Total Union de la droite et du centre (UDC) | Total Union de la droite et du centre (UDC)              | 24 571                                                   | 9,82         | 0            | 35 576       | 14,52         | 1             | 1           | en stagnation |               |
|                                             | Lutte ouvrière (LO)                                      | Lutte ouvrière (LO)                                      | 3 549        | 1,42         | 0            |               |               |             | 0             | en stagnation |
|                                             | Écologie au centre (ÉAC)                                 | Écologie au centre (ÉAC)                                 | 923          | 0,37         | 0            | 0             | en stagnation |             |               |               |
|                                             |                                                          | Mouvement écologiste indépendant (MEI)                   | 906          | 0,36         | 0            | 0             | en stagnation |             |               |               |
| Total Le Rassemblement (RAS)                | Total Le Rassemblement (RAS)                             | 906                                                      | 0,36         | 0            | 0            | en stagnation |               |             |               |               |
|                                             | Debout la France (DLF)                                   | Debout la France (DLF)                                   | 889          | 0,36         | 0            | 0             | en stagnation |             |               |               |
|                                             | Nouveau Parti anticapitaliste - Révolutionnaires (NPA-R) | Nouveau Parti anticapitaliste - Révolutionnaires (NPA-R) | 133          | 0,05         | 0            | 0             | Nv            |             |               |               |
|                                             |                                                          | Unser Land (UL)                                          | 2            | 0,00         | 0            | 0             | en stagnation |             |               |               |
| Total Régions et peuples solidaires (R&PS)  | Total Régions et peuples solidaires (R&PS)               | 2                                                        | 0,00         | 0            | 0            | en stagnation |               |             |               |               |
|                                             | Autres partis                                            | Autres partis                                            | 497          | 0,20         | 0            | 0             | Nv            |             |               |               |
|                                             |                                                          |                                                          |              |              |              |               |               |             |               |               |
| Suffrages exprimés                          | Suffrages exprimés                                       | Suffrages exprimés                                       | 250 140      | 97,18        |              | 245 017       | 94,33         |             |               |               |
| Votes blancs                                | Votes blancs                                             | Votes blancs                                             | 4 735        | 1,84         | 10 750       | 4,14          |               |             |               |               |
| Votes nuls                                  | Votes nuls                                               | Votes nuls                                               | 2 518        | 0,98         | 3 977        | 1,53          |               |             |               |               |
| Total                                       | Total                                                    | Total                                                    | 257 393      | 100          | 0            | 259 744       | 100           | 5           | 5             | en stagnation |
| Abstention                                  | Abstention                                               | Abstention                                               | 112 755      | 30,46        |              | 110 454       | 29,84         |             |               |               |
| Inscrits/Participation                      | Inscrits/Participation                                   | Inscrits/Participation                                   | 370 148      | 69,54        | 370 198      | 70,16         |               |             |               |               |

#### Résultats par nuance
| Nuance                 | Nuance                    | Nuance                 | Premier tour | Premier tour | Premier tour | Second tour | Second tour   | Second tour | Total Sièges | +/-           |  |
| Nuance                 | Nuance                    | Nuance                 | Voix         | %            | Sièges       | Voix        | %             | Sièges      | Total Sièges | +/-           |  |
| ---------------------- | ------------------------- | ---------------------- | ------------ | ------------ | ------------ | ----------- | ------------- | ----------- | ------------ | ------------- |  |
|                        | Rassemblement national    | RN                     | 72 527       | 28,99        | 0            | 81 457      | 33,25         | 1           | 1            | en stagnation |  |
|                        | Union de la gauche        | UG                     | 66 338       | 26,52        | 0            | 66 216      | 27,03         | 2           | 2            | 1             |  |
|                        | Ensemble !                | ENS                    | 61 010       | 24,39        | 0            | 40 225      | 16,42         | 1           | 1            | 2             |  |
|                        | Les Républicains          | LR                     | 24 571       | 9,82         | 0            | 35 576      | 14,52         | 1           | 1            | en stagnation |  |
|                        | Union de l'extrême droite | UXD                    | 18 795       | 7,51         | 0            | 21 543      | 8,79          | 1           | 1            | Nv            |  |
|                        | Extrême gauche            | EXG                    | 3 682        | 1,47         | 0            |             |               |             | 0            | en stagnation |  |
|                        | Écologiste                | ECO                    | 1 829        | 0,73         | 0            | 0           | en stagnation |             |              |               |  |
|                        | Droite souverainiste      | DSV                    | 889          | 0,36         | 0            | 0           | en stagnation |             |              |               |  |
|                        | Divers                    | DIV                    | 497          | 0,20         | 0            | 0           | en stagnation |             |              |               |  |
|                        | Régionaliste              | REG                    | 2            | 0,00         | 0            | 0           | en stagnation |             |              |               |  |
|                        |                           |                        |              |              |              |             |               |             |              |               |  |
| Suffrages exprimés     | Suffrages exprimés        | Suffrages exprimés     | 250 140      | 97,18        |              | 245 017     | 94,33         |             |              |               |  |
| Votes blancs           | Votes blancs              | Votes blancs           | 4 735        | 1,84         | 10 750       | 4,14        |               |             |              |               |  |
| Votes nuls             | Votes nuls                | Votes nuls             | 2 518        | 0,98         | 3 977        | 1,53        |               |             |              |               |  |
| Total                  | Total                     | Total                  | 257 393      | 100          | 0            | 259 744     | 100           | 5           | 5            | en stagnation |  |
| Abstention             | Abstention                | Abstention             | 112 755      | 30,46        |              | 110 454     | 29,84         |             |              |               |  |
| Inscrits/Participation | Inscrits/Participation    | Inscrits/Participation | 370 148      | 69,54        | 370 198      | 70,16       |               |             |              |               |  |

### Résultats par circonscription

#### Première circonscription
Député sortant : Laurent Croizier (Mouvement démocrate)
| Candidat                 | Candidat                 | Parti et coalition       | Nuance                   | Premier tour | Premier tour | Second tour | Second tour |
| Candidat                 | Candidat                 | Parti et coalition       | Nuance                   | Voix         | %            | Voix        | %           |
| ------------------------ | ------------------------ | ------------------------ | ------------------------ | ------------ | ------------ | ----------- | ----------- |
|                          | Laurent Croizier         | MoDem (ENS)              | ENS                      | 17 475       | 33,52        | 19 324      | 36,18       |
|                          | Séverine Véziès          | LFI (NFP)                | UG                       | 16 555       | 31,76        | 16 830      | 31,51       |
|                          | Thomas Lutz              | RN                       | RN                       | 16 264       | 31,20        | 17 261      | 32,31       |
|                          | Marielle Pernin          | ÉAC                      | ECO                      | 923          | 1,77         |             |             |
|                          | Nicole Friess            | LO                       | EXG                      | 780          | 1,50         |             |             |
|                          | Alain Ruch               | NPA-R                    | EXG                      | 133          | 0,26         |             |             |
|                          | Elisa Moré               | UL (R&PS)                | REG                      | 2            | 0,00         |             |             |
|                          |                          |                          |                          |              |              |             |             |
| Votes valides            | Votes valides            | Votes valides            | Votes valides            | 52 132       | 97,19        | 53 415      | 97,59       |
| Votes blancs             | Votes blancs             | Votes blancs             | Votes blancs             | 1 096        | 2,04         | 966         | 1,76        |
| Votes nuls               | Votes nuls               | Votes nuls               | Votes nuls               | 414          | 0,77         | 354         | 0,65        |
| Total                    | Total                    | Total                    | Total                    | 53 642       | 100          | 54 735      | 100         |
| Abstention               | Abstention               | Abstention               | Abstention               | 22 151       | 29,23        | 21 061      | 27,79       |
| Inscrits / participation | Inscrits / participation | Inscrits / participation | Inscrits / participation | 75 793       | 70,77        | 75 796      | 72,21       |

#### Deuxième circonscription
Député sortant : Éric Alauzet (Renaissance - Territoire de progrès)
| Candidat                 | Candidat                 | Parti et coalition       | Nuance                   | Premier tour | Premier tour | Second tour | Second tour |
| Candidat                 | Candidat                 | Parti et coalition       | Nuance                   | Voix         | %            | Voix        | %           |
| ------------------------ | ------------------------ | ------------------------ | ------------------------ | ------------ | ------------ | ----------- | ----------- |
|                          | Dominique Voynet         | LÉ (NFP)                 | UG                       | 19 160       | 34,16        | 31 053      | 59,95       |
|                          | Éric Fusis               | RN                       | RN                       | 16 895       | 30,12        | 20 749      | 40,05       |
|                          | Benoît Vuillemin         | RE (ENS)                 | ENS                      | 15 026       | 26,79        | Retrait     | Retrait     |
|                          | Daniel Roy               | LR (UDC)                 | LR                       | 4 215        | 7,52         |             |             |
|                          | Brigitte Vuitton         | LO                       | EXG                      | 788          | 1,41         |             |             |
|                          |                          |                          |                          |              |              |             |             |
| Votes valides            | Votes valides            | Votes valides            | Votes valides            | 56 084       | 97,79        | 51 802      | 90,19       |
| Votes blancs             | Votes blancs             | Votes blancs             | Votes blancs             | 858          | 1,50         | 4 253       | 7,40        |
| Votes nuls               | Votes nuls               | Votes nuls               | Votes nuls               | 408          | 0,71         | 1 380       | 2,40        |
| Total                    | Total                    | Total                    | Total                    | 57 350       | 100          | 57 435      | 100         |
| Abstention               | Abstention               | Abstention               | Abstention               | 21 525       | 27,29        | 21 459      | 27,20       |
| Inscrits / participation | Inscrits / participation | Inscrits / participation | Inscrits / participation | 78 875       | 72,71        | 78 894      | 72,80       |

Éric Alauzet, élu député en 2012 pour Europe Écologie Les Verts puis réélu en 2017 en indépendant sous l'étiquette "majorité présidentielle" puis en 2022 comme membre de La République en marche et de Territoire de Progrès, décide de ne pas se représenter, et soutient la candidature du maire Renaissance de Saône Benoît Vuillemin. Celui-ci arrivé troisième à l'issue du premier tour se retire en appelant à faire barrage au Rassemblement national. Dominique Voynet est finalement élue députée pour Les Écologistes avec près de 60% de voix.

#### Troisième circonscription
Député sortant : Nicolas Pacquot (Renaissance)
| Candidat                 | Candidat                 | Parti et coalition       | Nuance                   | Premier tour | Premier tour | Second tour | Second tour |
| Candidat                 | Candidat                 | Parti et coalition       | Nuance                   | Voix         | %            | Voix        | %           |
| ------------------------ | ------------------------ | ------------------------ | ------------------------ | ------------ | ------------ | ----------- | ----------- |
|                          | Matthieu Bloch           | RÀD (RN)                 | UXD                      | 18 795       | 44,35        | 21 543      | 50,76       |
|                          | Nicolas Pacquot          | RE (ENS)                 | ENS                      | 12 806       | 30,22        | 20 901      | 49,24       |
|                          | Virginie Dayet           | PCF (NFP)                | UG                       | 9 138        | 21,56        | Retrait     | Retrait     |
|                          | Brandon Kemps            | DLF                      | DSV                      | 889          | 2,10         |             |             |
|                          | Franck Plain             | LO                       | EXG                      | 753          | 1,78         |             |             |
|                          |                          |                          |                          |              |              |             |             |
| Votes valides            | Votes valides            | Votes valides            | Votes valides            | 42 381       | 95,84        | 42 444      | 94,89       |
| Votes blancs             | Votes blancs             | Votes blancs             | Votes blancs             | 1 149        | 2,60         | 1 691       | 3,78        |
| Votes nuls               | Votes nuls               | Votes nuls               | Votes nuls               | 692          | 1,56         | 596         | 1,33        |
| Total                    | Total                    | Total                    | Total                    | 44 222       | 100          | 44 731      | 100         |
| Abstention               | Abstention               | Abstention               | Abstention               | 20 526       | 31,70        | 20 020      | 30,92       |
| Inscrits / participation | Inscrits / participation | Inscrits / participation | Inscrits / participation | 64 748       | 68,30        | 64 751      | 69,08       |

#### Quatrième circonscription
Députée sortante : Géraldine Grangier (Rassemblement national)
| Candidat                 | Candidat                 | Parti et coalition       | Nuance                   | Premier tour | Premier tour | Second tour | Second tour |
| Candidat                 | Candidat                 | Parti et coalition       | Nuance                   | Voix         | %            | Voix        | %           |
| ------------------------ | ------------------------ | ------------------------ | ------------------------ | ------------ | ------------ | ----------- | ----------- |
|                          | Géraldine Grangier       | RN                       | RN                       | 19 863       | 47,62        | 22 274      | 54,85       |
|                          | Magali Duvernois         | PS (NFP)                 | UG                       | 11 776       | 28,23        | 18 333      | 45,15       |
|                          | Philippe Gautier         | HOR (ENS)                | ENS                      | 8 527        | 20,44        | Retrait     | Retrait     |
|                          | Yves Vola                | MEI (RAS)                | ECO                      | 906          | 2,17         |             |             |
|                          | Michel Treppo            | LO                       | EXG                      | 640          | 1,53         |             |             |
|                          |                          |                          |                          |              |              |             |             |
| Votes valides            | Votes valides            | Votes valides            | Votes valides            | 41 712       | 97,26        | 40 607      | 92,98       |
| Votes blancs             | Votes blancs             | Votes blancs             | Votes blancs             | 761          | 1,77         | 2 128       | 4,87        |
| Votes nuls               | Votes nuls               | Votes nuls               | Votes nuls               | 413          | 0,96         | 939         | 2,15        |
| Total                    | Total                    | Total                    | Total                    | 42 886       | 100          | 43 674      | 100         |
| Abstention               | Abstention               | Abstention               | Abstention               | 22 583       | 34,49        | 21 810      | 33,31       |
| Inscrits / participation | Inscrits / participation | Inscrits / participation | Inscrits / participation | 65 469       | 65,51        | 65 484      | 66,69       |

#### Cinquième circonscription
Députée sortante : Annie Genevard (Les Républicains)
| Candidat                 | Candidat                 | Parti et coalition       | Nuance                   | Premier tour | Premier tour | Second tour | Second tour |
| Candidat                 | Candidat                 | Parti et coalition       | Nuance                   | Voix         | %            | Voix        | %           |
| ------------------------ | ------------------------ | ------------------------ | ------------------------ | ------------ | ------------ | ----------- | ----------- |
|                          | Annie Genevard           | LR (UDC)                 | LR                       | 20 356       | 35,20        | 35 576      | 62,69       |
|                          | Floriane Jeandenand      | RN                       | RN                       | 19 505       | 33,73        | 21 173      | 37,31       |
|                          | Mathieu Cassez           | LFI (NFP)                | UG                       | 9 709        | 16,79        |             |             |
|                          | Lucas Boillot            | RE (ENS)                 | ENS                      | 7 176        | 12,41        |             |             |
|                          | Sonya Morrison           | LO                       | EXG                      | 588          | 1,02         |             |             |
|                          | Nolann Laurent           | GDR                      | DIV                      | 497          | 0,86         |             |             |
|                          |                          |                          |                          |              |              |             |             |
| Votes valides            | Votes valides            | Votes valides            | Votes valides            | 57 831       | 97,53        | 56 749      | 95,91       |
| Votes blancs             | Votes blancs             | Votes blancs             | Votes blancs             | 871          | 1,47         | 1 712       | 2,89        |
| Votes nuls               | Votes nuls               | Votes nuls               | Votes nuls               | 591          | 1,00         | 708         | 1,20        |
| Total                    | Total                    | Total                    | Total                    | 59 293       | 100          | 59 169      | 100         |
| Abstention               | Abstention               | Abstention               | Abstention               | 25 970       | 30,46        | 26 104      | 30,61       |
| Inscrits / participation | Inscrits / participation | Inscrits / participation | Inscrits / participation | 85 263       | 69,54        | 85 273      | 69,39       |